# Idioma papapana
Papapana es una lengua austronesia de Bougainville, Papúa Nueva Guinea.

## Otras lecturas
- Smith, Ellen Louise (2015). A Grammar of Papapana with an Investigation into Language Contact and Endangerment (Tesis de PhD) (en inglés). University of Newcastle. hdl:1959.13/1059853.
- Smith-Dennis, Ellen (2020). A Grammar of Papapana: An Oceanic Language of Bougainville, Papua New Guinea. Pacific Linguistics 659 (en inglés). Boston: De Gruyter Mouton. ISBN 978-1-5015-0997-1. doi:10.1515/9781501509971.